# 哈默·海瑟
哈默·海瑟(Hamo Hethe)(？-1352年) 是一位中世纪罗彻斯特主教(Bishop of Rochester)。他于1317年3月18日当选，1319年8月26日祝圣。他于1352年初辞职，于1352年5月4日逝世。
哈默，与大主教密尔顿，托马斯·科布涵以及史蒂芬·德格雷夫森德，在爱德华二世于议会会议的抗辨中，均参与了谈话。

## 脚注
1. ↑  Powicke Handbook of British Chronology p. 248
2. ↑  Weir Queen Isabella p. 257